# Tracey Thorn
Tracey Thorn (Hertfordshire, 1962), va ser cantant i compositora d'Everything But The Girl juntament amb (la seva futura parella) Ben Watt. Abans havia fundat Marine Girls, grup clau del post-punk femení anglès. La seva figura s'identifica amb una mena de taciturna icona antirock, i malgrat el seu estatus (números 1 als Estats Units, hits de ball, ubiqüitat en els mitjans de comunicació), Thorn es considera encara popstar accidental i ha publicat les seves memòries Bedsit Disco Queen (Virago UK, 2013).

## Discografia

### Studio albums
| Any  | detalls                                                                      | posició chart | posició chart | posició chart | posició chart |
| Any  | detalls                                                                      | UK            | GRE           | SWE           | US            |
| ---- | ---------------------------------------------------------------------------- | ------------- | ------------- | ------------- | ------------- |
| 1982 | A Distant Shore - Released: September 1982 - Label: Cherry Red               | -             | -             | -             | -             |
| 2007 | Out of the Woods - Released: 5 March 2007 - Label: Virgin/Astralwerks        | 38            | -             | 44            | 172           |
| 2010 | Love and Its Opposite - Released: 17 May 2010 - Label: Strange Feeling/Merge | 51            | 16            | 22            | 144           |
| 2012 | Tinsel and Lights - Released: 29 October 2012 - Label: Strange Feeling       | 94            | -             | -             | -             |

### EPs
- 2010: Opposites EP (contains experimental remixes of tracks from Love and Its Opposite)
- 2011: You Are A Lover EP (10" green vinyl released for Record Store Day)
- 2011: Night Time EP
- 2011: Extended Plays 2010–2011

### Singles
| Any  | Canço                     | Àlbum                 |
| ---- | ------------------------- | --------------------- |
| 1982 | "Plain Sailing"           | A Distant Shore       |
| 2007 | "It's All True"           | Out of the Woods      |
| 2007 | "Raise the Roof"          | Out of the Woods      |
| 2007 | "Grand Canyon"            | Out of the Woods      |
| 2007 | "King's Cross"            | Out of the Woods      |
| 2010 | "Oh, the Divorces!"       | Love and its Opposite |
| 2010 | "Why Does the Wind?"      | Love and its Opposite |
| 2011 | "You Are a Lover"         | Love and its Opposite |
| 2011 | "Night Time"              | Night Time EP         |
| 2012 | "In the Cold, Cold Night" | Tinsel and Lights     |
| 2012 | "Tinsel and Lights"       | Tinsel and Lights     |
| 2012 | "Joy"                     | Tinsel and Lights     |

### Collaborations
| Any  | Canço                                                     | Àlbum                                                                |
| ---- | --------------------------------------------------------- | -------------------------------------------------------------------- |
| 1984 | "Venceremos (We Will Win)" amb Working Week               | single only                                                          |
| 1984 | "The Paris Match" amb The Style Council                   | Chilled Jazz amb The Style Council i Cafe Bleu (Style Council album) |
| 1986 | "Head Full of Steam" amb The Go-Betweens                  | Liberty Belle and the Black Diamond Express                          |
| 1986 | "Apology Accepted" amb The Go-Betweens                    | Liberty Belle and the Black Diamond Express                          |
| 1987 | "Big Snake" with Lloyd Cole and the Commotions            | Mainstream                                                           |
| 1993 | "Over the Rainbow" amb James McMillan                     | Makin' Changes per James McMillan                                    |
| 1994 | "Protection" amb Massive Attack                           | Protection (Massive Attack)                                          |
| 1994 | "Better Things" amb Massive Attack                        | Protection (Massive Attack)                                          |
| 1995 | "The Hunter Gets Captured by the Game" amb Massive Attack | Batman Forever (soundtrack)                                          |
| 1997 | "The Tree Knows Everything" amb Adam F                    | Colours (Adam F)                                                     |
| 2007 | "Damage" amb Tiefschwarz                                  | Eat Books (Tiefschwarz)                                              |
| 2008 | "Overture" amb The Unbending Trees                        | Chemically Happy (Is the New Sad)                                    |
| 2009 | "Yeah! Oh Yeah!" amb Jens Lekman                          | Score! 20 Years of Merge Records: The Covers!                        |
| 2010 | "Without Me" amb Tevo Howard                              |                                                                      |
| 2012 | "Taking Down The Tree" amb Green Gartside                 | Tinsel and Lights                                                    |